# Anstalten Nyköping
Anstalten Nyköping, även Arnöanstalten, är en sluten kriminalvårdsanstalt med 59 platser, fördelat på två avdelningar. Anstalten har säkerhetsklass 2 och är belägen i området Arnö i utkanten av Nyköping.

## Historia
Anstalten byggdes 1985 som en sluten lokalanstalt och ersatte då det gamla Länsfängelset i Nyköping. År 1995 utökades anstalten med ytterligare 32 platser.